# Ordensburg Doblen
Die Ruine der Ordensburg Doblen (auch Schloss Doblen genannt; lettisch Dobeles pils) steht in der Stadt Dobele (deutschbaltisch Doblen) im historischen Semgallen, Lettland. Die Ordensburg wurde 1335 vom Livländischen Orden auf den Resten einer früheren semgallischen Wallburg erbaut.

## Geschichte
Anstelle der heutigen Burgruine befand sich eine, erstmals im Jahr 1254 erwähnte, Wallburg, die regionales Zentrum der ansässigen Semgallen war. Im Laufe der Eroberung der Region durch den Livländischen Orden wurde die Wallburg zwischen 1279 und 1290 mehrmals durch den Orden belagert. Im Winter 1280/81 griff der Livländischer Orden unter Konrad von Feuchtwangen die Burg an, verfehlte aber die Einnahme der Wallburg. Schließlich wurde die Wallburg im Jahre 1290 eingeäschert.
In den Jahren 1335–1347 erbaute der Livländische Orden eine steinerne Burg auf den Resten der verlassenen Wallburg. In den folgenden Jahren entstand eine Ansiedlung um die Burg herum. In der ursprünglichen Gestalt hat sie Burgmeister Eberhard von Monheim (1328–1340) Doblen ausgebaut. Sein Nachfolger Goswin von Herike (1345–1359) hat die Burg vervollständigt und verstärkt. Bis 1562 war die Burg Sitz der Komtur Doblen. Im 16. und 17. Jahrhundert wurden mehrere regionale Landtage in der Burg abgehalten. In den Jahren 1621 und 1625 war die Burg von schwedischen Truppen unter Gustav II. Adolf besetzt.
Von 1643 bis 1649 war die Burg Residenz der Witwe von Herzog Friedrich Kettler, Elisabeth Magdalena von Pommern, die mit ihrem Ziehsohn, dem späteren Herzog Jakob Kettler, dort lebte. Im Zweiten Nordischen Krieg wurde die Burg 1658 von Schweden besetzt und danach von Herzog Jakob Kettler instand gesetzt. Während des Großen Nordischen Kriegs wurde die Burg 1701 wieder von Schweden besetzt. König Karl XII. hielt sich sechs Tage in der Burg auf. Im Verlauf des Kriegs wurde die Burg schwer zerstört und ab 1736 aufgegeben.
Im Jahr 1915 hielt der deutsche Kaiser Wilhelm II. eine Truppeninspektion am Fuße des Burghügels ab.

## Architektur
Die Höhenburg befindet sich auf einem hohen Hügel am rechten Ufer des Flusses Perse, von zwei Seiten durch Abhänge gut geschützt. Im Süden ist das Burggebiet durch einen Graben abgegrenzt. Die Burg ist vom Typ her eine den Turmburgen nahestehenden Hausburg. Charakteristisch für die Bauzeit sind die vier dekorativen Erkertürme aus Ziegelstein, zu welchen sich die Kadenzen der Bogenfriese an den Seiten gesellen.